# Ludwig Minnigerode (Maler)

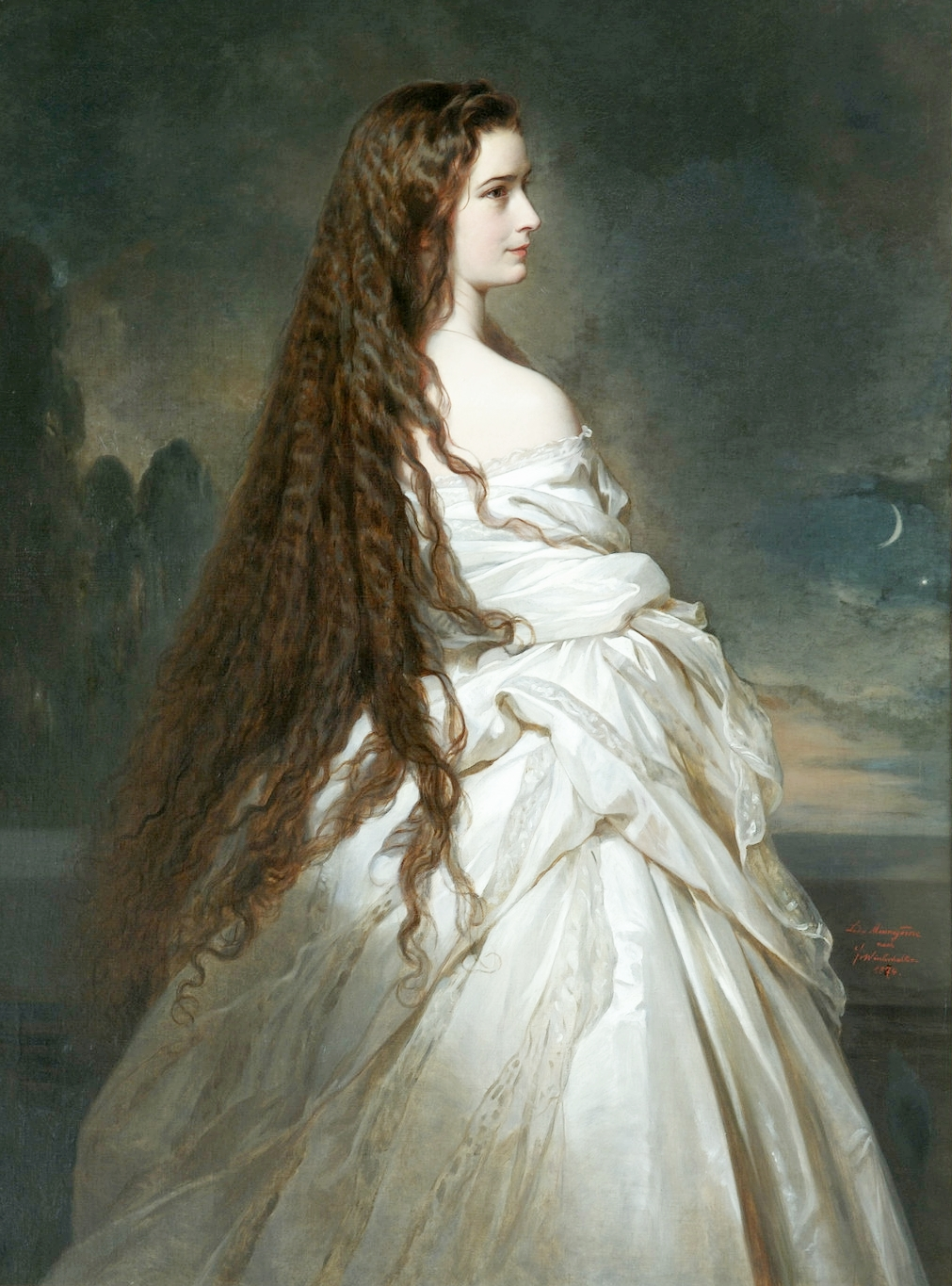
Bildnis der Kaiserin Elisabeth, 1874

Ludwig Minnigerode (* 12. April 1847 in Stryj (Galizien); † 23. September 1930 in Salzburg) war ein österreichischer Porträt- und Genremaler.
Minnigerode studierte an der Akademie der bildenden Künste Wien bei Eduard von Engerth. Nach dem Studium unterrichtete er an der Wiener Kunstgewerbeschule des k.k. Österreichischen Museums für Kunst und Industrie.
Zu seinen Schülern gehörten u. a. Gustav Klimt, Marie Arnsburg, Karl Martin Schade, Alois Hänisch und Alfred Basel.
Die letzten Lebensjahre seit 1918 verbrachte er in Salzburg.